# László Széchenyi

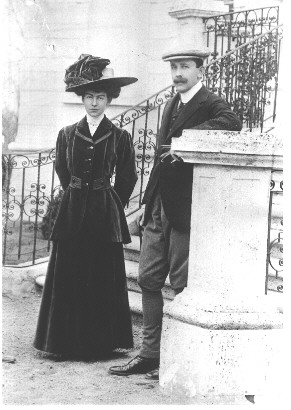
László Széchenyi en zijn echtgenote Gladys

Graaf László Széchenyi de Sárvár-felsővidék (Horpács, 18 februari 1879 – Boedapest, 5 juli 1938) was een Oostenrijks-Hongaars officier, keizerlijk kamerheer en diplomaat. Zijn grootoom was István Széchenyi. László Széchenyi trouwde met Gladys Vanderbilt, de jongste dochter van Cornelius Vanderbilt II.

## Biografie
Hij was de zoon van graaf Imre Széchenyi de Sárvár-felsővidék, Oostenrijks ambassadeur aan het hof in Berlijn, en gravin Alexandra Sztaray-Szirmay et Nagy-Mihály. Hij was de jongste van vier broers, maar tegen 1908 was hij al de meest vooraanstaande van zijn omvangrijke grootgrondbezittersfamilie. Hij bezat twee grote landgoederen, namelijk Őrmező in het comitaat Zemplén en een zomerverblijf in Somogy. Daarnaast bezat hij ook een stadshuis in Boedapest.
Kort voor de Eerste Wereldoorlog was Széchenyi zeer intensief met zaken bezig en was lid van de Groep van magnaten, die onder andere speculeerde in de mijnbouw- en spoorwegindustrie. Geen rekening houdend met de impact van de oorlog, verloor hij een groot deel van zijn fortuin.
In 1922 werd hij door buitenlandminister Bánffy aangesteld als Hongaars ambassadeur in Washington D.C. Hij oefende deze functie uit tot in 1933, waarna hij Hongaars ambassadeur in Londen werd.

## Familie
Hij was 28 jaar oud toen hij zijn echtgenote Gladys Vanderbilt leerde kennen, de jongste dochter van Cornelius Vanderbilt II, de steenrijke voorzitter van de New York Central Railroad. Ze trouwden in New York in 1908 en brachten hun vroege getrouwde leven door in Hongarije. Samen hadden ze vijf kinderen.